# Alexander Vandersmissen
Alexander Joseph Denise Vandersmissen (Etterbeek, 4 december 1973) is een Vlaamse politicus voor de liberale partij Open Vld. Van oktober 2019 tot november 2023 was hij waarnemend burgemeester van de stad Mechelen.

## Levensloop
Na zijn studies Politieke Wetenschappen ging Vandersmissen in 1999 aan de slag als parlementair medewerker van toenmalig volksvertegenwoordiger Bart Somers. Nadien was hij werkzaam op verschillende kabinetten. Later werd hij voorzitter van de sociale huisvestingsmaatschappij Woonpunt Mechelen. Hij werd tevens verkozen als gemeenteraadslid en was sinds 2013 fractieleider voor zijn partij. Bij de lokale verkiezingen van 2018 behaalde hij vanop de tiende plaats 1.290 voorkeursstemmen en werd zo schepen van Mobiliteit, Burgerzaken, Juridische Zaken, Senioren en Personen met een beperking.
Zittend burgemeester Bart Somers legde op 2 oktober 2019 de eed af als minister in de Vlaamse Regering Jambon. Alexander Vandersmissen volgde hem op als waarnemend burgemeester. Somers blijft wel titelvoerend burgemeester van de stad. Sinds 13 november 2023 heeft Somers zijn mandaat terug opgenomen. Vandersmissen werd opnieuw schepen van Mobiliteit, Burgerzaken en dienstverlening en Dierenwelzijn.